# سعيد بدر
سعيد بدر، نحات مصري. وُلد في 27 أغسطس عام 1965 بمدينة دسوق في مصر. تخرج في كلية الفنون الجميلة جامعة الإسكندرية، حيث عمل مدرسًا بقسم النحت. شارك في أكثر من 12 سمبوزيوم دوليًا وشارك أيضًا في معارض ومهرجانات جماعية وحصل علي عدة جوائز بإيطاليا وإسبانيا وأقام خمسة معارض خاصة من بينها معرض بالأكاديمية المصرية للفنون بروما 1998.

## دراسته
حصل بدر على بكالوريوس فنون جميلة قسم نحت من جامعة الإسكندرية عام 1990. وأكملها بأطروحته في الماجستير تحت عنوان الجرانيت كمادة تشكيل في فن النحت عام 1998، ثم أتمها بحصوله على درجة الدكتوراه في فن النحت على الأحجار بأطروحة بعنوان تقنيات التكبير والتصغيرمن أكاديمية كررارة للفنون بإيطاليا عام 2004.

## أعماله
سعيد بدر هو عضو نقابة الفنانين التشكيليين بالإسكندرية وجماعة الفنانين والكتاب بأتيلييه الإسكندرية. واستلهم أعماله من حجر رشيد وما يحمله من طلاسم قام العلماء بفكها لتزود القارئ بمفاهيم جديدة وحجر سعيد باللون الأسود، المنقوش عليه بعض الكتابات المرئية غير المفهومة بلغات مختلفة من اللاتينية وهيروغليفية، يحمل رسالته من عدة ثقافات مختلفة وأحيانًا يكتب أحرف لا تعبر عن منطوق حقيقي للكلمة بل مجرد حروف حفرها بآلة رفيعة حادة ليحصل علي تلك المساحات الضيقة والعميقة البيضاء للخطوط المتزاحمة والسطور الكثيرة ومن خلال عملية الحفر يحصل علي لون الحجر الأصلي وهو الأبيض لتظهر لغة الكتابة بالأبيض علي الأسود وأحيانًا يستخدم لون الحجر الرمادي. وله مقتنيات عدة بمتحف الفن المصري الحديث وقطاع الفنون التشكيلية ومتحف المكتب الثقافي المصرى بروما ومتحف الرخام بكرراره بإيطاليا.